# Suixi, Suixi
Suixi (kinesiska: 濉溪) är en köping  i östra Kina. Den ligger i Suixi härad i staden Huaibei i provinsen Anhui, omkring 230 kilometer norr om provinshuvudstaden Hefei.